# Холмс, Дэвид (актёр)
Дэ́вид Холмс (англ. David Holmes; 1981) — английский актёр и каскадёр.
Дэвид сыграл роль Эдриана Пьюси в двух фильмах о Гарри Поттере — «Гарри Поттер и философский камень» (2001) и «Гарри Поттер и тайная комната» (2002). Холмс наиболее известен как дублёр Дэниела Рэдклиффа в фильмах о Гарри Поттере.
В январе 2009 года Дэвид получил серьёзную травму спины и с тех пор парализован.